# クーニヤ川 (ロヴァチ川支流)
クーニヤ川（クーニヤがわ、ロシア語：Кунья）はヨーロッパ・ロシアの北西部を流れる、長さ236km、流域面積5143km2、河口の平均流量44.8m2/秒の中河川である。
流域で最大の都市はホルムである。また、河川はロヴァチ川に流入し、最終的にはバルト海に流れ込む。また、川と同名の都市型集落のクーニヤ(ru)がプスコフ州内にある。いくつかの支流があるが、ほとんどすべての支流は西を平行して流れるロヴァチ川に流入する。支流のうち最も大きな支流はセリョージャ川である。
クーニヤ川の源流はВстеселево湖であり、トヴェリ州、ノヴゴロド州を南から北へ向かって流れ、ホルム市内でロヴァチ川に合流する（ロヴァチ川の河口から192kmの地点）。クーニヤ川の上流は蛇行しており、岸辺には多くの沼ができている。また川幅は30-40mで、流れの途中には多くの川瀬、浅瀬が形成されているが、セリョージャ川と合流した後の川幅は80mに達する。